# 季婷
季婷（1982年10月11日—），出生于上海，中国足球运动员，中国国家女子足球队成员，曾参加2004年夏季奥运会女子足球比赛。退役后曾在上海开火锅店。